# Music and Lyrics
Music and Lyrics (Brasil: Letra e Música / Portugal: Música e Letra) é um filme estadunidense de 2007, no gênero comédia romântica, dirigido por Marc Lawrence e com Hugh Grant e Drew Barrymore no elenco.

## Sinopse
O filme retrata as dificuldades enfrentadas pelo músico Alex Fletcher em sua carreira, vivido por Hugh Grant, após sucesso temporário obtido durante a década de 1980, onde fazia parte de uma Banda chamada "Pop", que havia estourado com o sucesso Pop!Goes my Heart.
Alex teve seus dias de fama, mas entrou em decadência. Para voltar aos dias de sucesso, sua gravadora lhe pede para compor, em poucos dias, uma música para uma cantora pop interpretar e que conquiste o público atual. No entanto, ele tem dificuldades com letras e só compõe músicas. É então que é surpreendido quando encontra Sophie (Drew Barrymore) que se mostra uma letrista nata, e compõem juntos Way Back Into Love.
O filme ironiza muitas danças sensuais que carecem de letra ou melodia, através da cantora pop, Cora Corman (Haley Bennett) - uma mistura de Britney Spears, Christina Aguilera e Fergie, sugestivamente - para quem eles produzem a letra.